# Mars 96
Mars 96 – rosyjska sonda kosmiczna przeznaczona do wejścia na orbitę wokół Marsa, czasem nazywana również Mars 8. Jej misja zakończyła się porażką, sonda nie opuściła Ziemi.
Miała dostarczyć na jego powierzchnię dwa lądowniki MAS i dwa penetratory gruntu, które przetrwałyby uderzenie przy dużej prędkości, wbijając się w marsjański grunt na głębokość około metra. Zakładając, że działałyby one zgodnie z planem, dokonałyby pierwszych pomiarów parametrów fizycznych regolitu marsjańskiego na głębokości większej niż kilka czy kilkanaście centymetrów. Umieściłyby również kamery i urządzenia meteorologiczne na powierzchni, tuż nad sobą, przekazując dodatkowe dane. Pierwotnie planowano wysłanie tej misji w oknie startowym roku 1994.

## Budowa sondy

### Orbiter
Mars 96 był pojazdem stabilizowanym w trzech płaszczyznach, o konstrukcji bazującej na sondach Fobos. Wyposażenie:
- anteny o średnim i wysokim zysku,
- dwa duże panele słoneczne po każdej stronie orbitera,
- napęd impulsowy, który miał być odłączony pewien czas po osiągnięciu orbity Marsa,
- na szczycie orbitera umieszczone dwa lądowniki,
- dwa penetratory dołączone do jednostki silnika impulsowego,
- system MORION – pamięć i jednostka zarządzająca.

Całkowita masa orbitera wynosiła 6180 kg (bez paliwa: 3159 kg).

### Lądowniki

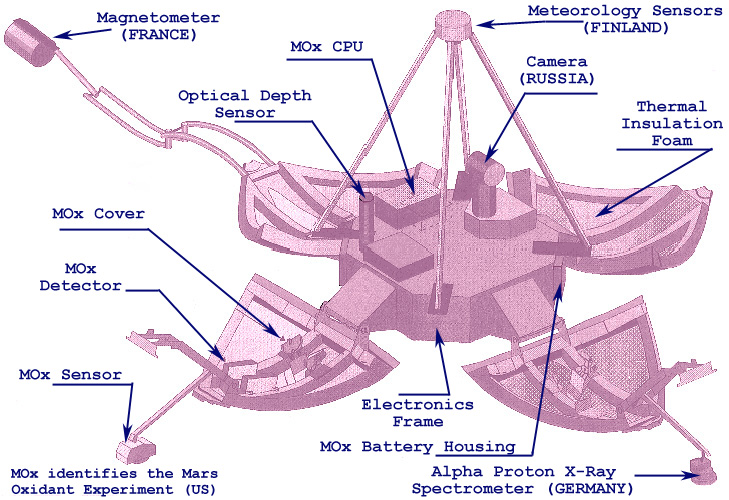
Schemat lądownika Mars 96

Obie stacje powierzchniowe misji Mars 96 były autonomicznymi lądownikami, które miały być zrzucone przez orbiter nad powierzchnią Marsa i opaść na spadochronach, po uprzednim odrzuceniu osłony termicznej. Podczas opadania rejestrowałyby własności atmosfery. Na powierzchni, po rozłożeniu czterech „płatków” osłony, uruchomiona zostałaby stacja meteorologiczna, sejsmometr, a także magnetometr, spektrometr APXS i sensor wykrywający zawartość tlenków, umieszczone na wysięgnikach. Każda stacja miała funkcjonować przez 700 dni ziemskich, miały one komunikować się z Ziemią poprzez orbiter.

### Penetratory

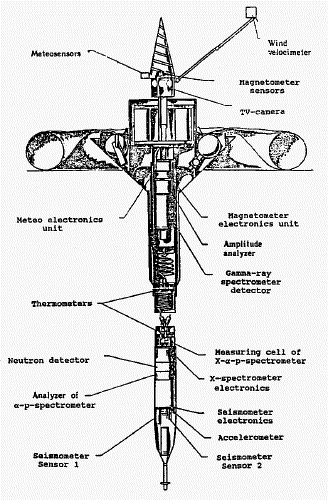
Schemat penetratora misji Mars 96

Penetratory misji Mars 96 miały postać wąskich cylindrów, zaostrzonych na końcu, u góry lejkowatych. Wewnątrz cylindra umieszczone były instrumenty naukowe. Każde takie urządzenie po wypuszczeniu przez orbiter miało wejść w atmosferę pod małym kątem (10-14°), zwolnić w atmosferze i wbić się w powierzchnię planety z prędkością ok. 80 m/s. Górna część urządzenia pozostałaby na powierzchni, natomiast dolna, połączona z nią przewodami, zagłębiłaby się nawet na 5–6 m w regolit. Urządzenie miało planowo wykonywać pomiary przez rok.

## Historia
16 listopada 1996 roku sondę Mars 96 wystrzelono w kosmos. Sonda miała wejść na orbitę wokół Marsa we wrześniu 1997 roku. Jej głównym celem było fotografowanie planety zarówno z orbity, jak i z powierzchni. Jednak po starcie nastąpiła awaria (nie włączył się ostatni stopień rakiety) i sonda Mars 96 rozbiła się 17 listopada w nieznanym miejscu na obszarze o długości 320 km i szerokości 80 km obejmującym zarówno fragment Oceanu Spokojnego, jak również terytorium Chile i Boliwii. Na jej pokładzie znajdowała się aparatura wartości 200 milionów dolarów, będąca rezultatem wielu lat pracy naukowców i inżynierów z dwudziestu krajów.